# German Economic Association of Business Administration
Die German Economic Association of Business Administration e. V. (GEABA) wurde 2000 von Peter-J. Jost (WHU – Otto Beisheim School of Management) als gemeinnütziger Verein mit Sitz in Koblenz gegründet. Zweck des Vereins ist die Förderung der Anwendung und Weiterentwicklung der in der mikroökonomischen Theorie entwickelten Instrumente und Methoden der Informationsökonomie, Spieltheorie, empirischen Wirtschaftsforschung, Neuen Institutionenökonomie oder Ökonomischen Psychologie auf wirtschaftliche, insbesondere betriebliche Fragestellungen.
Der Satzungszweck wird verwirklicht durch die Schaffung eines Forums für einen gemeinsamen interdisziplinären Erfahrungsaustausch zwischen Betriebswirten und Volkswirten. Gegenstand der Forschung können dabei die unterschiedlichsten unternehmensinternen Probleme sein, die beispielsweise in den Bereichen Finanzierung, Unternehmenspolitik, innerbetriebliche bzw. zwischenbetriebliche Organisation oder Strategisches Management auftreten.
Die GEABA hat 265 Mitglieder (Stand Januar 2023).

## Symposien
Die GEABA organisiert jährlich ein Symposium zur Ökonomischen Analyse der Unternehmung. Jede Tagung besteht aus einem geschlossenen und einem offenen Teil. In dem geschlossenen Teil, der Eröffnungssession, tragen jeweils drei renommierte Referenten aus Wissenschaft, Praxis und Politik zu aktuellen Unternehmensfragen vor und stellen sich in einer anschließenden Podiumsdiskussion den Fragen der Teilnehmer. Die Tagung wird jedes Jahr an und mit einer anderen Universität veranstaltet.

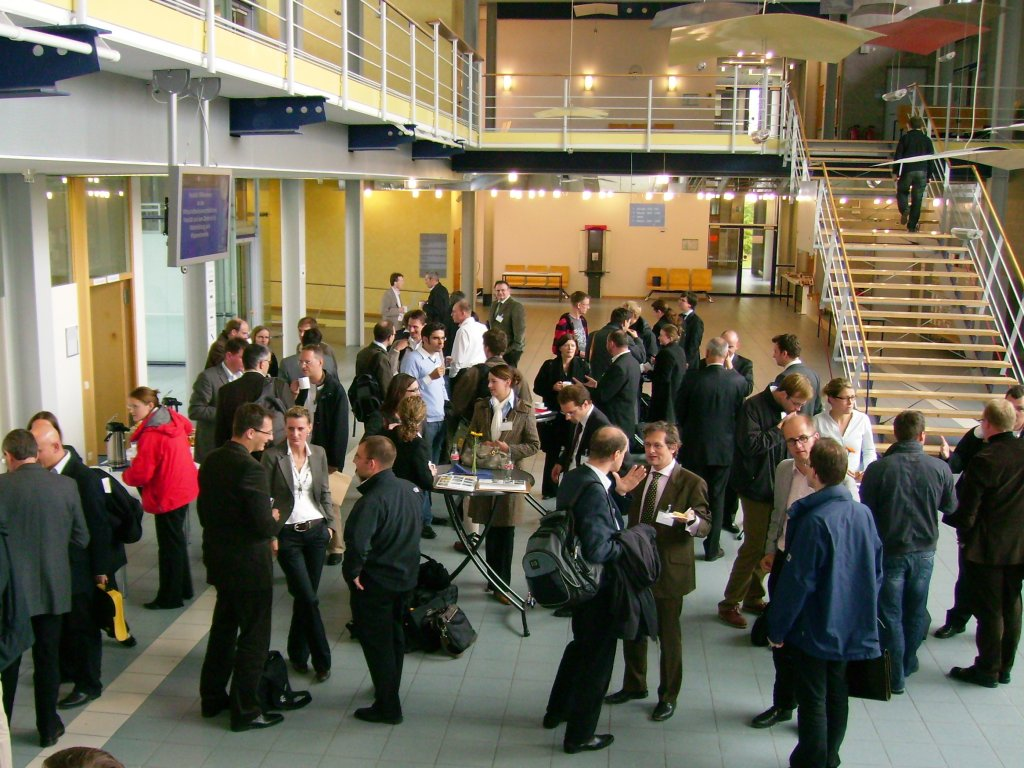
Symposium an der Universität Augsburg 2008

Ort und Thema der einzelnen Symposien sind nachfolgend aufgeführt:
- 2000 I. Symposium an der WHU – Otto Beisheim School of Management, Thema: Theorie der Unternehmung
- 2001 II. Symposium an der WHU - Otto Beisheim School of Management, Thema: Hochschulmanagement
- 2002 III. Symposium an der Humboldt-Universität zu Berlin, Thema: Mitbestimmung in Unternehmen
- 2003 IV. Symposium an der Johann-Wolfgang-Goethe-Universität Frankfurt am Main, Thema: Regulierung und Wettbewerb in Netzwerkindustrien
- 2004 V. Symposium an der Rheinischen Friedrich-Wilhelms-Universität Bonn, Thema: Aktuelle Entwicklungen in der Corporate Governance
- 2005 VI. Symposium an der Albert-Ludwigs-Universität Freiburg, Thema: Strategieentwicklung: Der Blick von außen
- 2006 VII. Symposium an der Universität Bielefeld, Thema: Unternehmensethik als ökonomisches Problem
- 2007 VIII. Symposium an der Eberhard-Karls-Universität Tübingen, Thema: Standort Deutschland

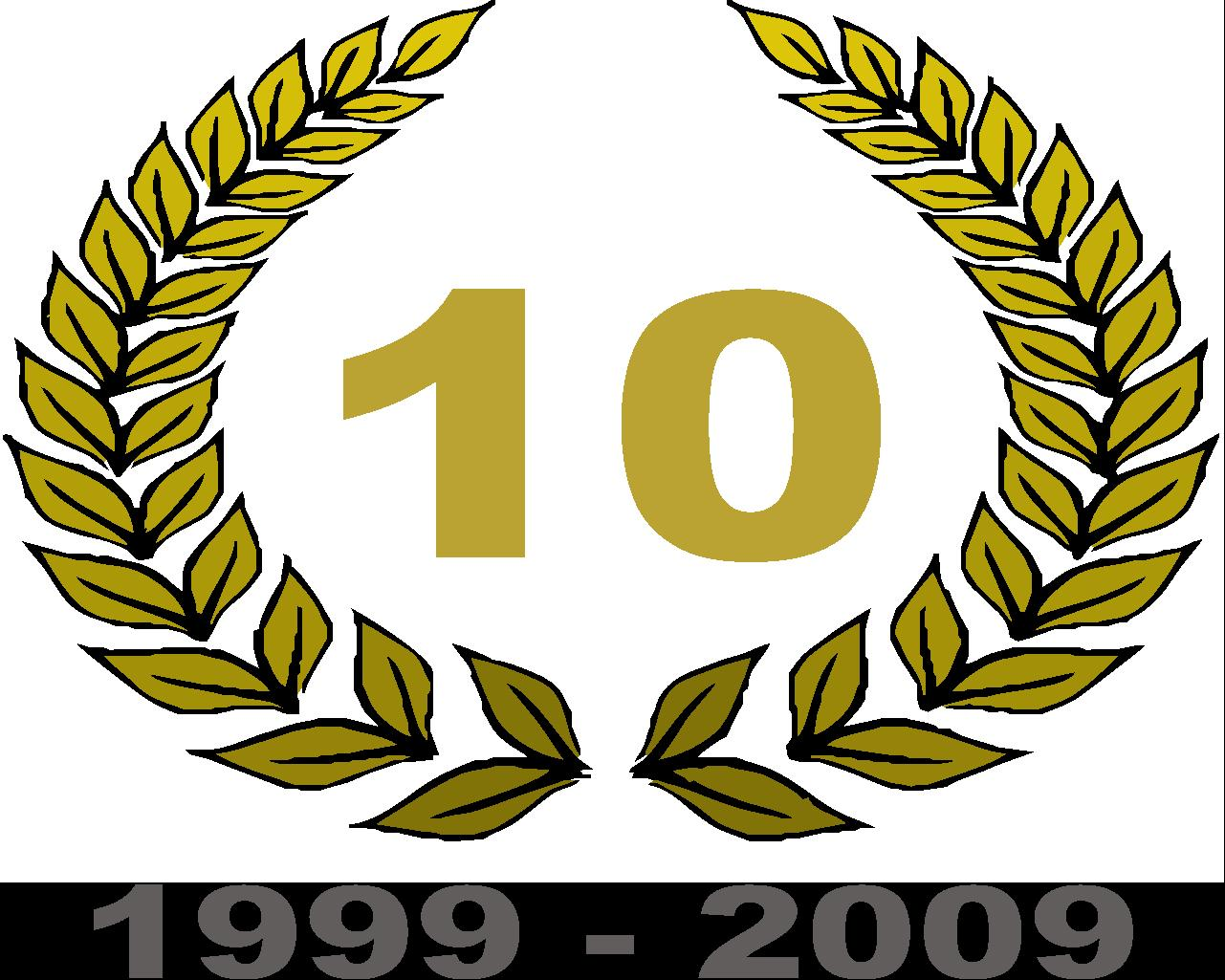

- 2008 IX. Symposium an der Universität Augsburg, Thema: Global Business Management
- 2009 X. Symposium an der WHU - Otto Beisheim School of Management, Thema: Management & Ökonomie – Eine Bestandsaufnahme
- 2010 XI. Symposium an der Goethe-Universität Frankfurt am Main, Thema: Finanzkrise und Organisation
- 2011 XII. Symposium an der Universität Zürich, Thema: Neuroeconomics
- 2012 XIII. Symposium an der Karl-Franzens-Universität Graz, Thema: Accounting, Governance, and Economics
- 2013 XIV. Symposium an der Otto-von-Guericke-Universität Magdeburg, Thema: Behavioral Corporate Strategy
- 2014 XV. Symposium an der Universität Regensburg, Thema: Corporate Aging and Internal Resource Allocation
- 2015 XVI. Symposium an der Hamburg School of Business Administration, Thema: Risk Management in Business
- 2016 XVII. Symposium an der Universität Basel, Thema: Alterssicherungssysteme
- 2017 XVIII. Symposium an der Universität Hohenheim, Thema: Gesundheitsmanagement
- 2018 XIX. Symposium an der Goethe-Universität Frankfurt, Thema: Gender and Leadership
- 2019 XX. Symposium an der WHU – Otto Beisheim School of Management, Thema: Die Bedeutung mikroökonomischer Methoden im Management
- 2022 (geplantes XXI. Symposium an der Universität Konstanz)
- 2023 XXII. Symposium an der Universität Paderborn, Thema: Resilienz

Im offenen Veranstaltungsteil werden aktuelle Forschungsarbeiten zu den verschiedensten unternehmenstheoretischen Fragestellungen vorgetragen. Die Arbeiten haben im Vorfeld einen Begutachtungsprozess durchlaufen, bei dem die Mitglieder des wissenschaftlichen Beirats der GEABA als Gutachter fungieren. Nach der Präsentation kommentiert ein Korreferent die jeweilige Arbeit, woran sich eine allgemeine Diskussion anschließt. Insgesamt steht für jeden Vortrag eine Stunde zur Verfügung.

## Diskussions-Papiere-Reihe
In Ergänzung zu diesen Symposien wird von der GEABA eine wissenschaftliche Diskussions-Papiere-Reihe herausgegeben. Aufgenommene Arbeiten werden im Vorfeld von den Mitgliedern des wissenschaftlichen Beirats der GEABA begutachtet.

## Walther-Rathenau-Preis
Der Walther-Rathenau-Preis wird seit 2003 bei der jährlichen Tagung der GEABA an Autoren von hervorragenden Arbeiten verliehen und ist mit 500 € dotiert.

## Organe
Die Organe des Vereins sind die Mitgliederversammlung, der Vorstand sowie der wissenschaftliche Beirat.
Die Mitgliederversammlung findet jährlich im Anschluss an das Symposium statt. Zu ihren Aufgaben gehört insbesondere die Wahl (und Abwahl) des Vorstands für jeweils zwei Jahre.
Der Vorstand besteht aus drei Personen, dem 1. und 2. Vorsitzenden sowie dem Schatzmeister. Aktuell sind dies:
- 1. Vorsitzende: Anna Rohlfing-Bastian, Johann Wolfgang Goethe-Universität Frankfurt am Main
- 2. Vorsitzende: Frauke von Bieberstein, Universität Bern
- Schatzmeister: Hendrik Hakenes, Rheinische Friedrich-Wilhelms-Universität Bonn

Der wissenschaftliche Beirat setzt sich zusammen aus Hochschullehrern der Volks- oder Betriebswirtschaftslehre. Derzeit gehören folgende Personen dem wissenschaftlichen Beirat an:
- Jeannette Brosig-Koch, Otto-von-Guericke-Universität Magdeburg
- Bernd Frick, Universität Paderborn
- Michael Ebert, Universität Paderborn
- Matthias Kräkel, Rheinische Friedrich-Wilhelms-Universität Bonn
- Markus Reisinger, Frankfurt School of Finance & Management
- Anja Schöttner, Humboldt-Universität zu Berlin
- Peter Welzel, Universität Augsburg
- Burcin Yurtoglu, WHU – Otto Beisheim School of Management